# Poecilia nicholsi
Poecilia nicholsi là một loài cá nước ngọt thuộc chi Poecilia trong họ Cá khổng tước. Loài này được mô tả lần đầu tiên vào năm 1931.

## Phân bố và môi trường sống
P. nicholsi chỉ được tìm thấy tại lưu vực sông San Juan ở phía đông đảo Hispaniola.